# أورميلا ماتوندكار
أورميلا ماتوندكار (4 فبراير 1974- )، (بالإنجليزية: Urmila Matondkar)‏، هي ممثلة ومقدمة برامج هندية بدات مسيرتها منذ 1980، معروفة في السينما الهندية واشتهرت بظهورها في الأفلام التاميلية والتيلوغوية وسينما المالايلام.

## الحياة الشخصية
ولدت أورميلا في 4 فبراير 1974 في بومباي، الهند. وتزوجت من رجل الأعمال محسن أختر في 3 مارس 2016.

## انجازاتها

### جوائز ابسرا
- أفضل ممثلة 2004

رشحت أفضل ممثلة 2004-2006

### جوائز فلم بوليود
- أكثر ممثلة إثارة 2001
- أفضل ممثلة 2004-2006

### فلم فير
- أفضل ممثل الجماهير 2004
- رشحت أفضل ممثلة 1996-1999-2004-2005
- رشحت أفضل ممثلة مساعدة 1998
- رشحت أفضل وغد 2002

### جوائز اكادمية الفلم الهندي الدولي
- رشحت أفضل ممثلة 2004-2005

### جوائز نجم الشاشة
- أفضل ممثلة 2004
- رشحت أفضل ممثلة 2002-2005

### جوائز زي سني
- أفضل ممثلة 2004
- رشحت أفضل ممثلة 1998-2005-2006

وبصرف النظر عن جوائز أخرى، تلقت ماتوندكار على الإنجاز خاصة في جائزة بوليوود في حفل توزيع جوائز راجيف غاندي التذكاري.

## أعمالها
| أعمال                | الدور/الوظيفة |
| -------------------- | ------------- |
| Blackmail            |               |
| Karzzzz              |               |
| Speed                | ريشا فيرما    |
| فاراناسي             | شواتمبر       |
| Bas Ek Pal           | أناميكا       |
| العيون (فيلم)        | ناينا شاه     |
| Pinjar               |               |
| تهذيب (فيلم 2003)    | تيهزيب        |
| أجمة                 | أنو مالهوترا  |
| Deewane              | سابنا         |
| Dillagi              | شاليني        |
| Khoobsurat           | شيفاني        |
| Sweetheart           | شاندي         |
| Mast                 |               |
| Satya                | فيديا         |
| Daud: Fun on the Run | بهافاني       |
| Judaai               |               |
| Rangeela             | ميل جوش       |